# Oligia karafutonis
Oligia karafutonis là một loài bướm đêm trong họ Noctuidae.